# 贝蒂尔·乌格拉
贝蒂尔·乌格拉（瑞典語：Bertil Uggla，1890年8月19日—1945年9月29日），瑞典男子击剑、现代五项、田径运动员。他曾代表瑞典参加1912年、1920年、1924年和1928年夏季奥林匹克运动会，获得二枚铜牌。